# Biestow
Biestow Rostock egyik városrésze. A hanza-város déli részén található városrészt északról a Gartenstadt/Stadtweide, északkeletről és keletről pedig Südstadt kerületek határolják. Délen Papendorf és délnyugaton Kritzmow települések területeivel szomszédos.

## Földrajza

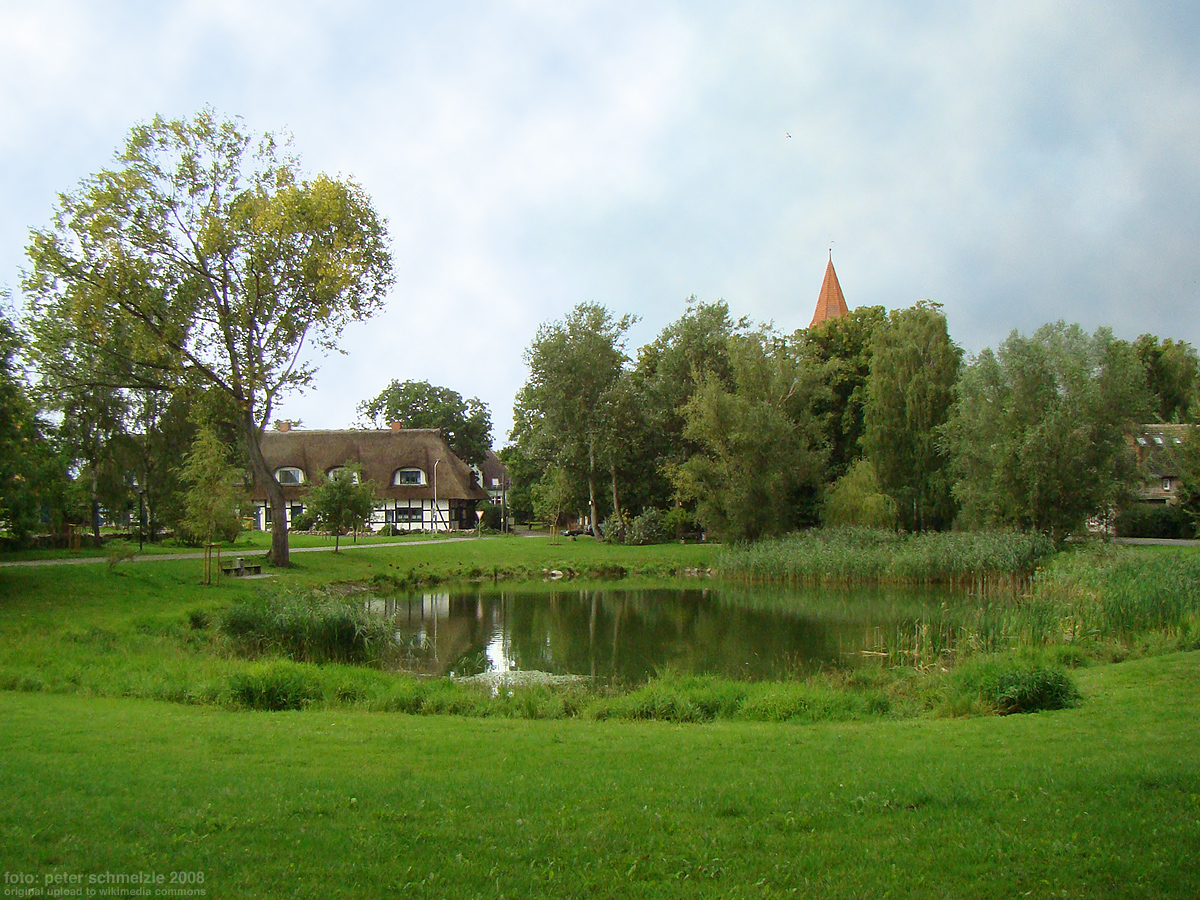
A városrész tava

A városrész északi határán folyik képezi a Kringelgraben nevű árok. A terület kiterjedt mezőkkel és mezőgazdasági területekkel rendelkezik, az egykori falu központjában pedig két tó (Dorfteich, Herrnteich) is található.

## Története

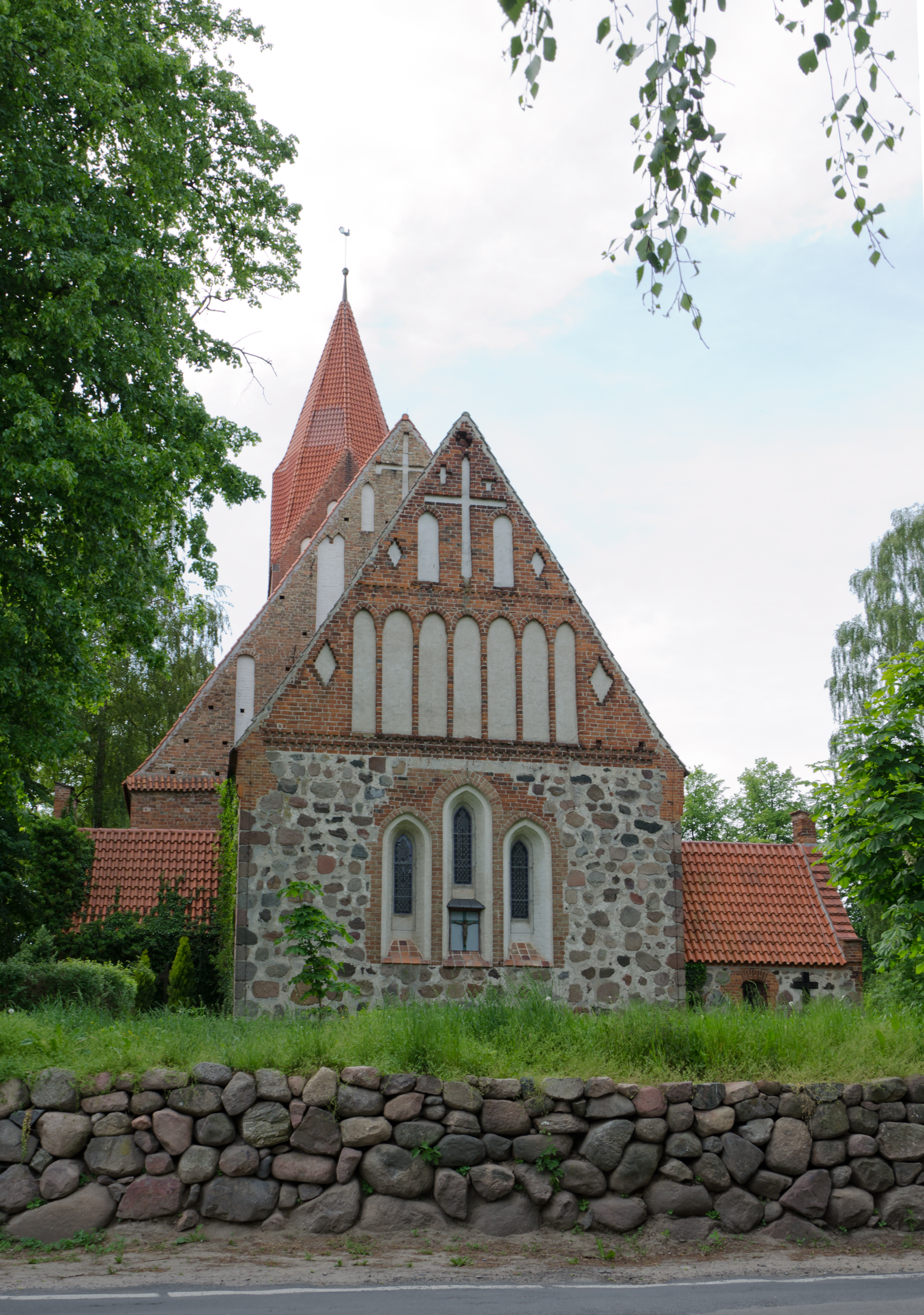
A templom

A Rostock belvárosától délre fekvő egykori parasztfalut 1282. május 6-án említik először az írásos források. Korábbi neve (Bystove) szláv eredetű, és a terület egykori birtokosaira utal: a Bysta család települése. 1355-ben egy rostocki tanácsos és családja vásárolta meg a falut, majd 140 évig különböző patríciuscsaládok tulajdonában volt.
1495-ben a rostocki Szent Jakab-templom (Jakobikirche) elöljárósága szerezte meg a területet, így az egyházi tulajdonná vált. A reformáció után Biestowot 1571. február 8-ától hercegi konzisztórium irányította Schwerinből, majd később az Amt Schwaan és 1857-től az Amt Toitenwinkel nevű közigazgatási egységek fennhatósága alá került. A falu végül 1950. július 1-jén Rostock városrészévé vált.
1995-1996 között a településrész hagyományos arculatát megőrző történelmi központja körül két lakóövezet épült, melyekben családi házak és sorházak találhatóak. Az egyik újonnan létrejött lakóövezet városépítészetileg is egybekapcsolja az egykori falut és a Südstadt városrészt.

## Látnivalók

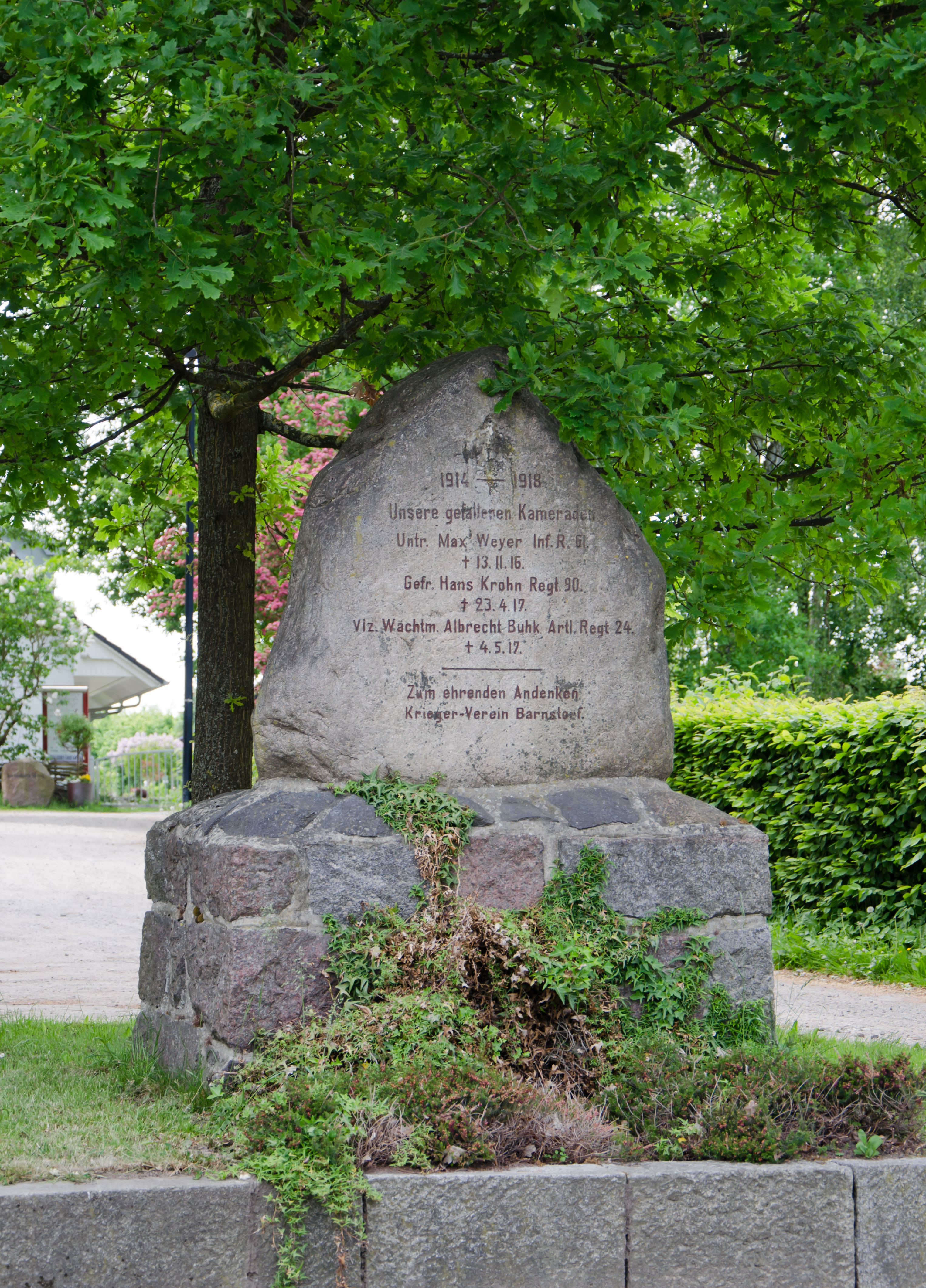
Első világháborús emlékmű

A falu jó állapotban fennmaradt és restaurált temploma (Dorfkirche Biestow) egy kőből épült háromhajós építmény, melyet 1298-ban szenteltek fel. Azóta több átépítésen is átesett. A templom látnivalói közé tartozik egy 14. századból származó feszület, a festett mennyezet és a Friedrich Friese által épített orgona.
Biestowban egy lovarda és egy vendégfogadó is található.

## Közlekedés

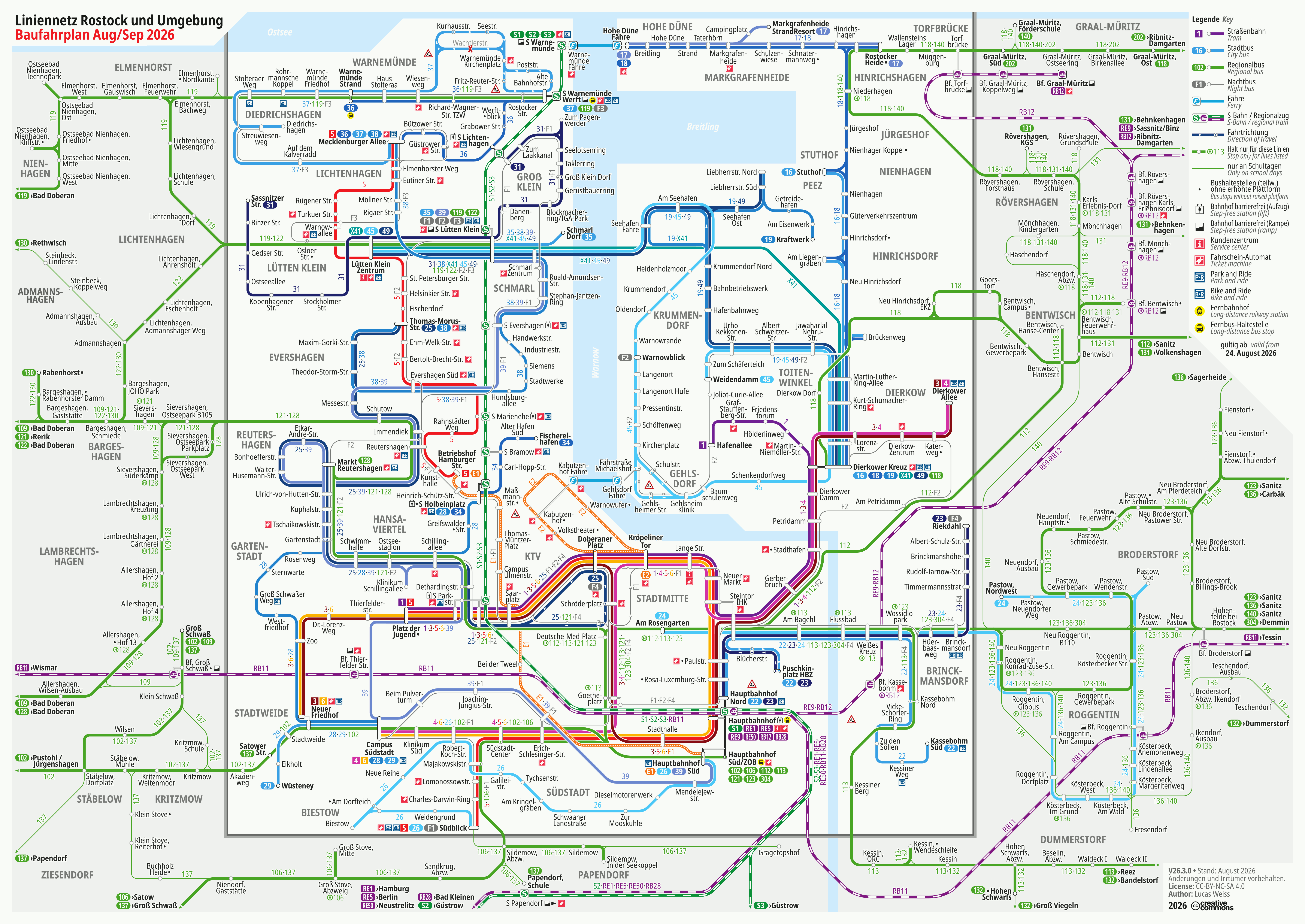
Rostock tömegközlekedése

A városrészt egy buszjárat köti össze Rostock központi részeivel, illetve a Südstadt és Biestow határán halad el két villamosjárat, illetve egy éjszakai- és egy regionális buszjárat is érinti a két városrész határán fekvő Südblick megállót. A településtől nyugatra halad el a 103-as országút (Bundesstraße 103), délre pedig az A20-as autópálya.
- Villamos: 5
- Autóbusz: 26
  - Éjszakai autóbusz: F1, F1A
  - Regionális autóbusz: 106

## Népessége
Az 1990-es évek építkezéseinek köszönhetően Biestow népessége 1992 után ugrásszerűen megnőtt, majd a 2010-es években csökkenés következett be. 2013-ban 2844 lakos élt a területen, ebből 1381 férfi és 1463 nő. Az átlagéletkor 49 év volt, a fiatalok aránya 31,7%, az időseké pedig 49,4%-ot tett ki. A külföldiek aránya elenyésző: 0,9%. Családi állapotát tekintve, a lakosság 16,8%-a hajadon/nőtlen, 68,1%-a házasságban él, 9%-os az özvegyek és 6%-os az elváltak aránya.